# Dani de Wit
Dani de Wit (nascut el 28 de gener de 1998) és un futbolista professional neerlandès que juga com a centrecampista pel VfL Bochum.